# Прецизіонізм

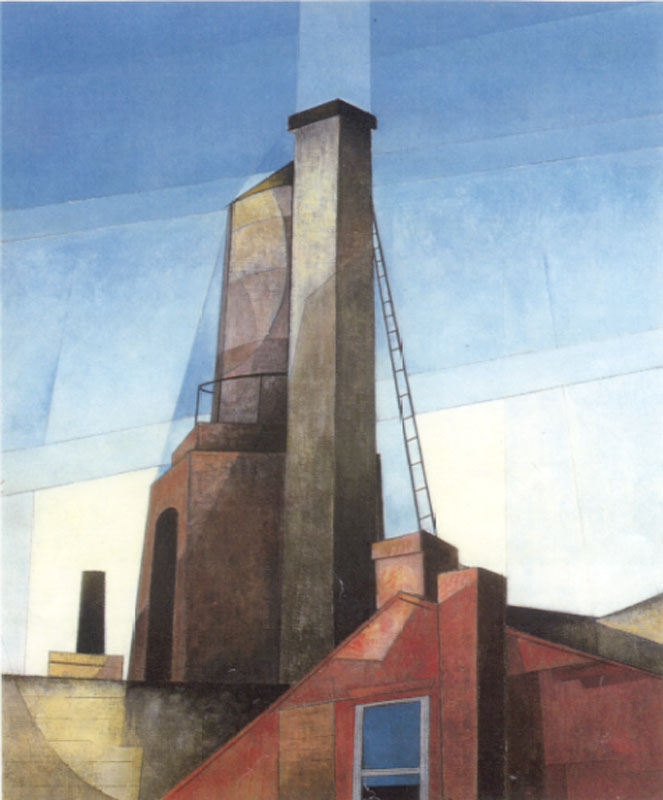
Чарлз Демут. «Вежі Окассен та Ніколетт», 1921 р.

Прецизіоні́зм  (англ. Precisionism) — недовгий, за терміном існування, стилістичний напрям малярства Сполучених Штатів, що існував між двома світовими війнами 1914–1918 та 1939–1945 роками.

## Історичні дані

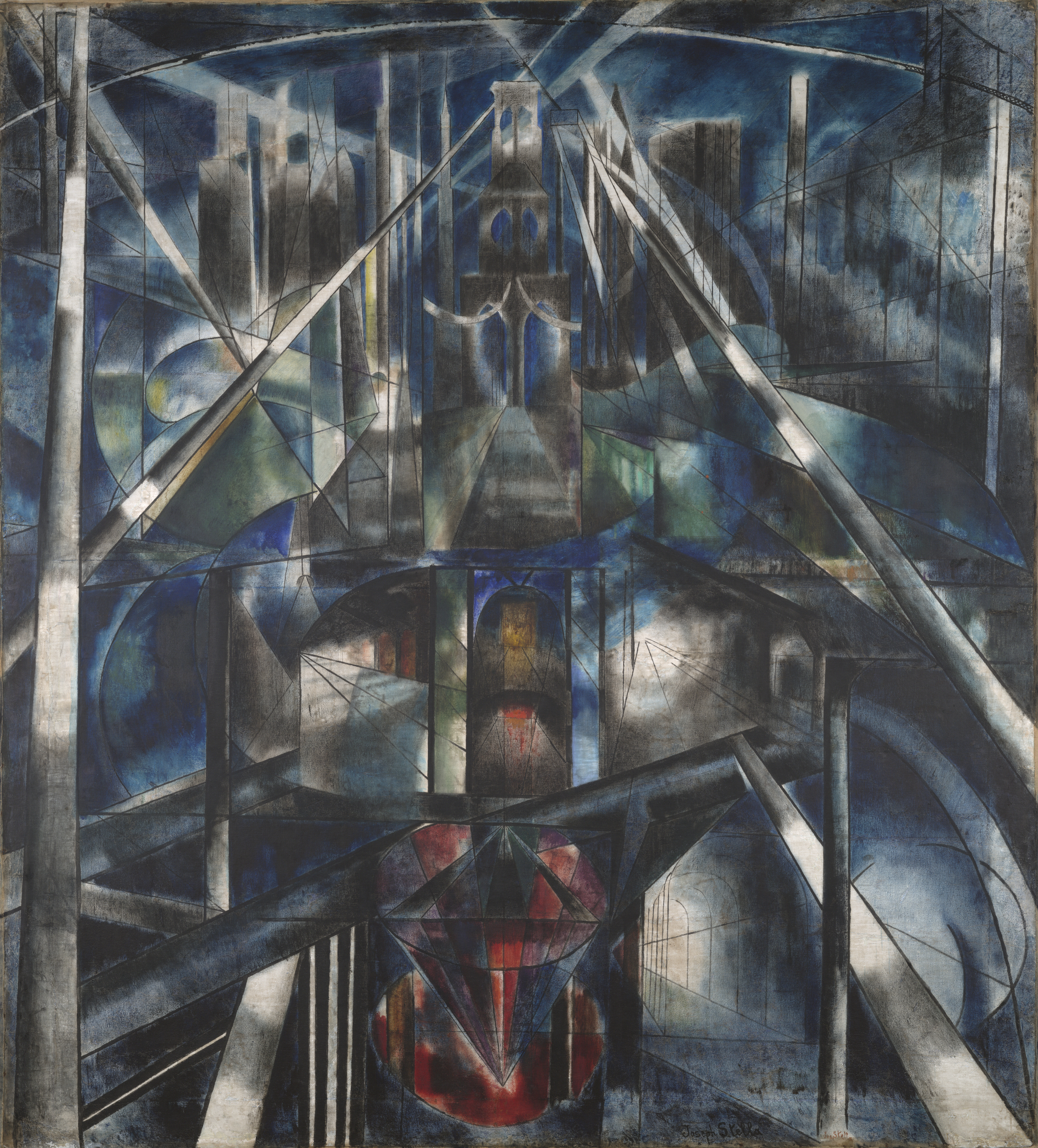
Джозеф Стелла. «Бруклінський міст», 1919–1920

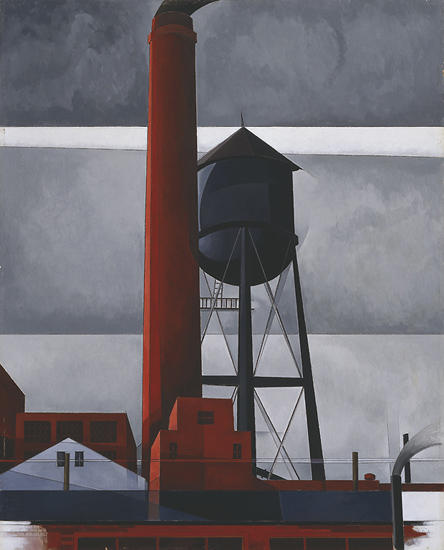
Чарлз Демут. «Труба і водогінна башта», 1931 р.

Представники стилістичного напрямку не випускали теоретичного маніфесту чи власної ідеологічної платформи. Але їх творчість мала декілька схожих ознак, серед яких — підкреслена геометричність, графічна чіткість форм, ігнорування атмосфери, помітна «стерильність» зображень, що перебувають в безповітряному і штучному просторі, відсутність людей навіть як стафажу. Американський прецизіонізм мав якісь риси, що наближали його до обережного кубізму і італійського футуризму і відокремлювали від стилю ар-деко (сецесія), котрий обслуговував багаті верства населення з його уявами про непобутовість, високі ідеали і престиж.
Мистецтвознавчий термін «прецизіонізм» виник наприкінці 1920-х років. Прихильники стилістики подають індустріальні і міські пейзажі як самодостатні, машини і промислові споруди панують в картині і нагадують живі ро́боти. Технічний прогрес в загрозливих формах надто модернізує ландшафти сполучених Штатів, витісняє з них людей і саму природу в ніщо. Тому в картинах представників прецизіонізм панують сум, меланхолія, самотність і пригніченість, навіть коли в них присутні розгублені і пригнічені люди (Едвард Гоппер, Чарлз Шилер). Формальні розбіжності зображень коливали від фотографічної точності до схем і напівабстрактності. 

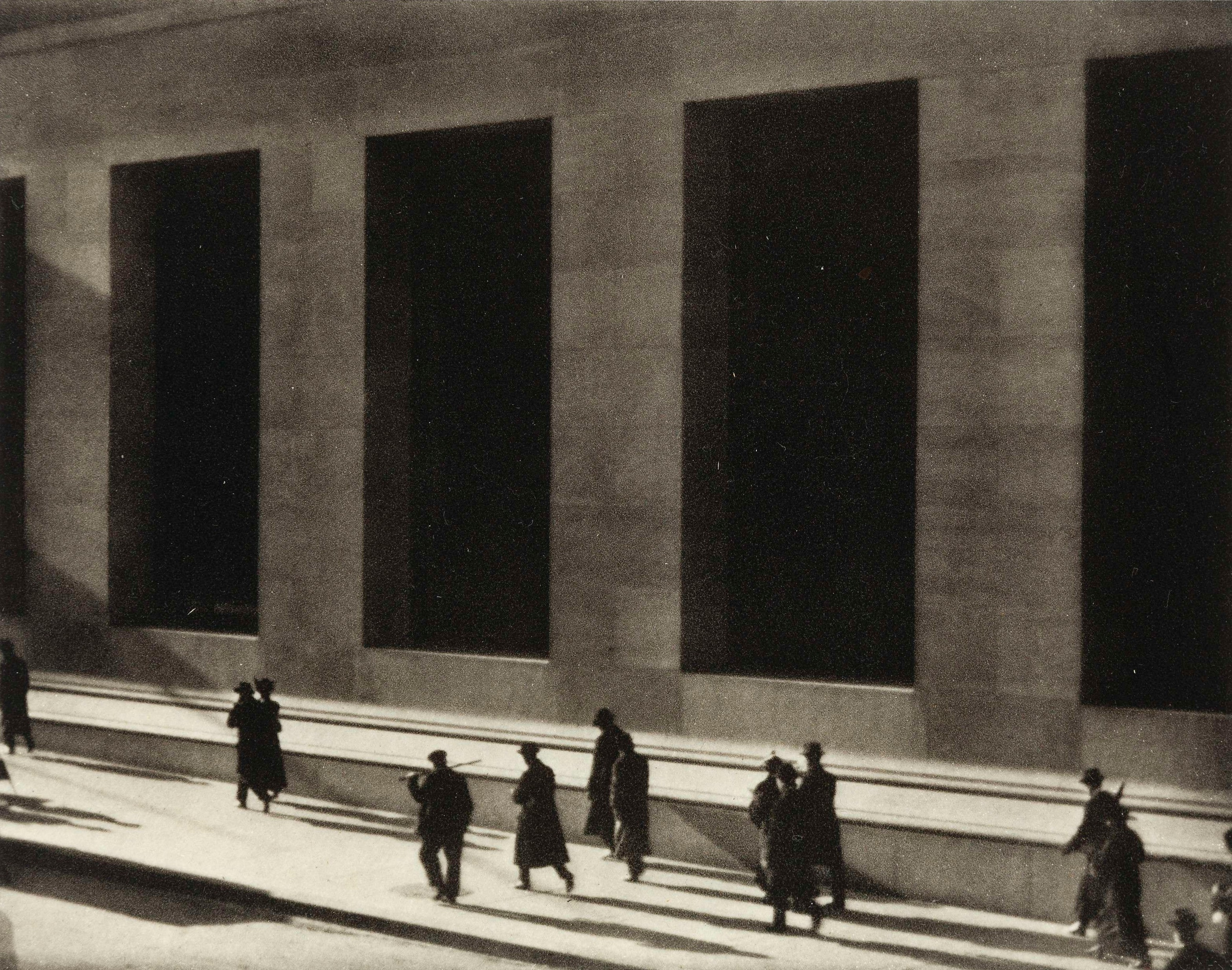
Пол Стренд. «Волл-стріт», фото 1915

Частка митців перенесла стилістику напрямку у фото (Пол Стренд, «Волл-стріт», 1915).
Дивним чином, представники прецизіонізму не мали навіть асоціативних зв'язків із творчістю інших художників реалістичного напрямку США, що працювали в той же період, серед яких — Роквелл Кент (Rockwell Kent), Луї Лозовик (Louis Lozowick), Ян Матулка (Jan Matulka), Ралстон Кроуфорд (Ralston Crawford). Психологічна напруга картин Едварда Гоппера чи позачасовість Джорджії О'Кіф не мають нічого спільного з виваженістю і напругою картин реаліста Ендрю Ваєта.
І до прецизіоністів в живопису були присутні мости, зображення фабрик, а в картинах художників Сполучених Штатів — хмарочоси. Безжальний наступ на природу і потворна індустріалізація краєвидів була темою декількох картин Джорджа Беллоуза. Але межа дегуманізації і потворного урбанізму ще не була подолана. Так звані художники- регіоналісти та Бентон були зосереджені на візуальному відтворенні Середнього Заходу Сполучених Штатів та сільськогосподарських проблемах. Прецизіоністи подавали дещо інше. Бо в період 1917–1927 років промисловий магнат Форд створив новий мегазавод на площі двох миль. Серед вражених велетенськими розмірами заводу Форда — художник Чарлз Шилер, один з головних представників напрямку.
За межами Сполучених Штатів прецизіонізм як художній напрям мав обмежене поширення. Так, його розділяв художник в англомовній Австралії Джеффрі Смарт. Незначний формальний вплив матиме прецизіонізм на пізніші стилістичні напрямки в Сполучених Штатах, серед яких магічний реалізм, поп-арт, фотореалізм. Впливи стилістики напрямку мали також всеосяжна американська реклама та сценографія до кінця XX століття.

## Галерея

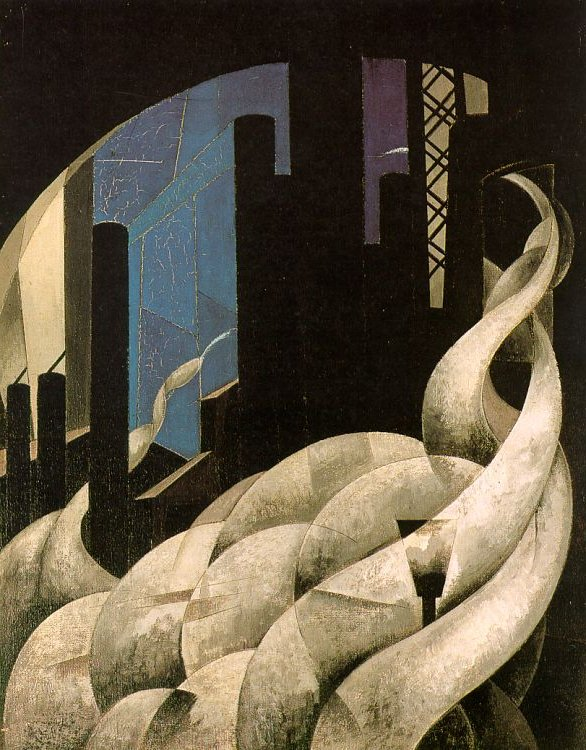
Чарлз Демут. «Аромати нової церкви», 1921 р.
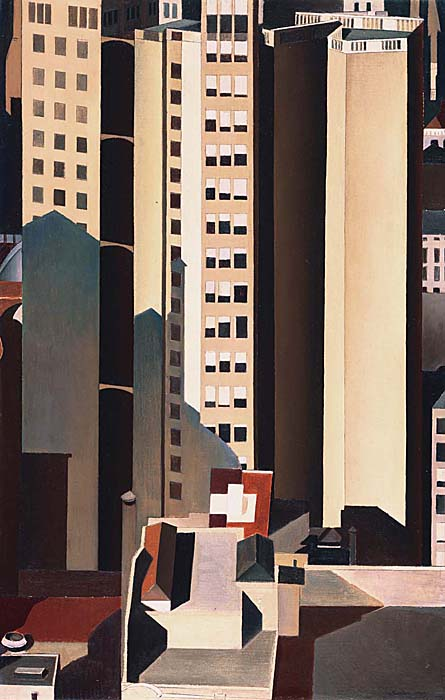
Чарлз Шилер[en]. «Хмарочос» (1922)
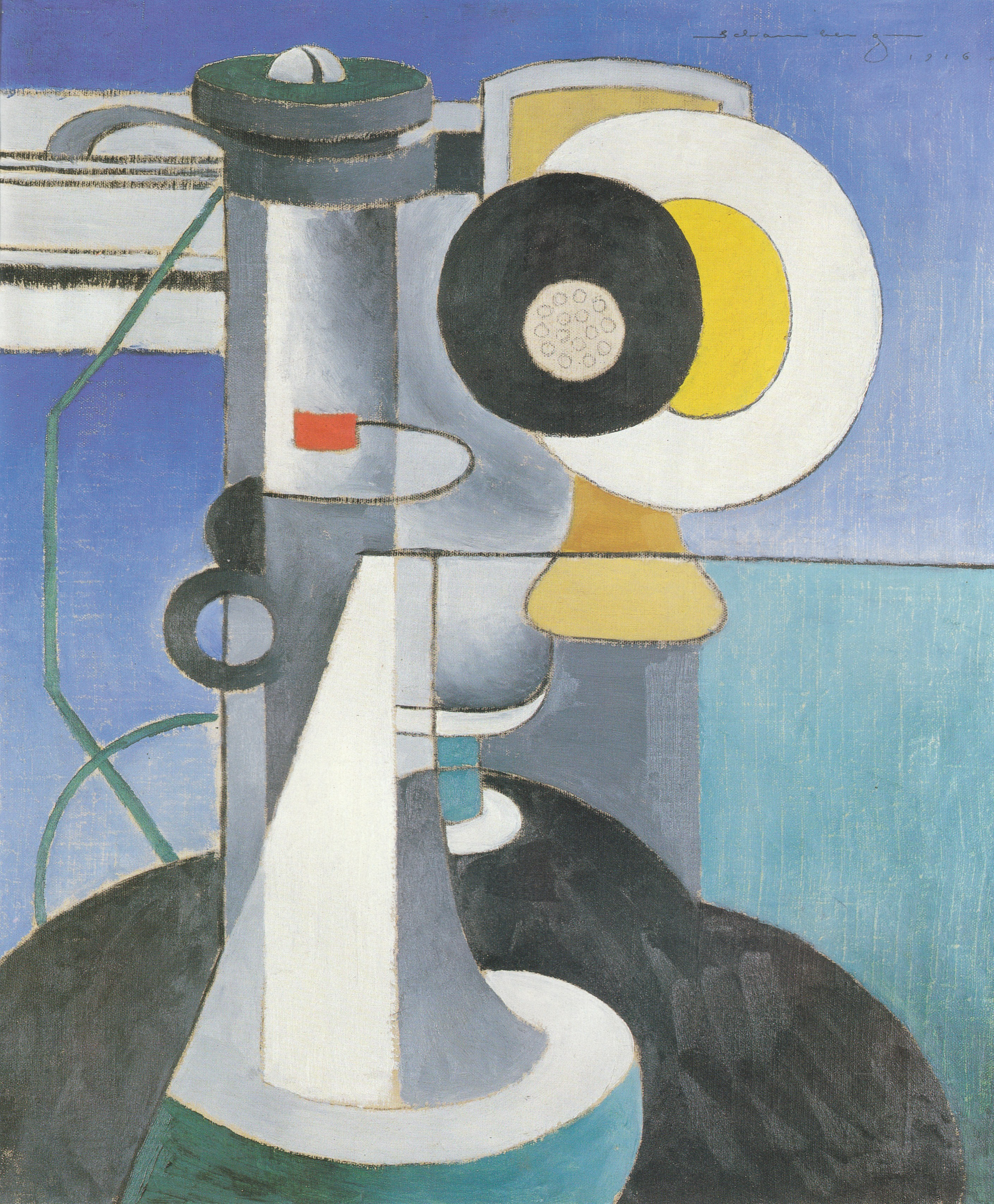
Мортон Шамберг. «Телефон», 1916
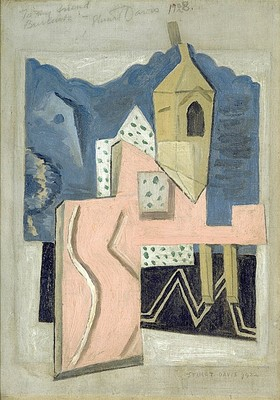
Стюарт Девіс. «Дзвіниця і вулиця», 1922 р.
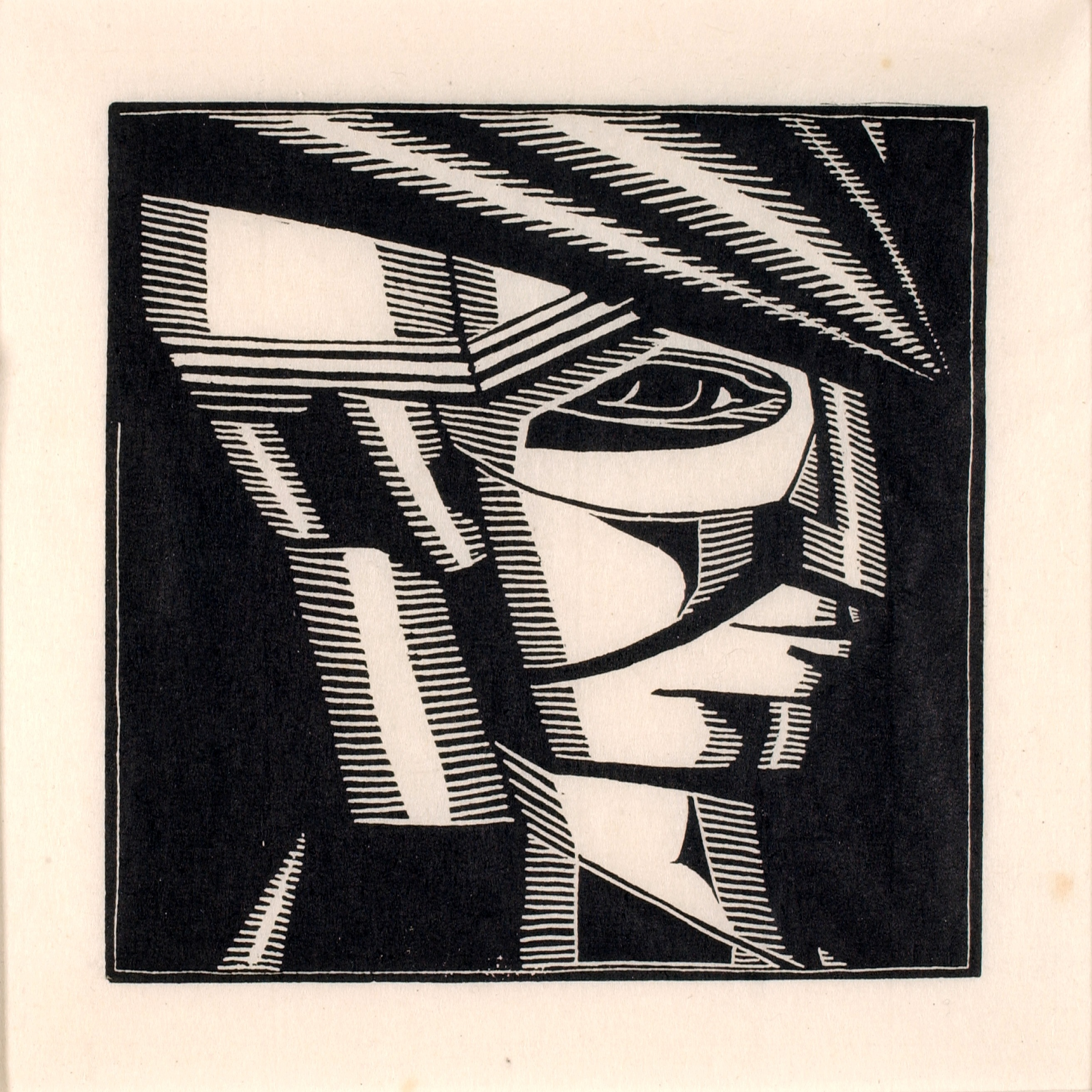
Джон Сторрз. «Голова у профіль», дереворит, 1918 р.

## Головні представники
- Чарлз Шилер
- Едвард Гоппер
- Джорджія О'Кіф
- Чарлз Демут
- Пітер Блум
- Стюарт Девіс
- Джордж Аулт
- Френсіс Кріс
- Престон Дікінсон
- Джеральд Мерфі
- Мортон Шамберг
- Джозеф Стелла та ін.

Інші впливи і стилістичні домішки приманні творам Джорджії О'Кіфа та Пітера Блума.